# Новобойковское (Ореховский район)
Новобойковское (укр. Новобойківське) — село,
Новояковлевский сельский совет,
Ореховский район,
Запорожская область,
Украина.
Код КОАТУУ — 2323986504. Население по переписи 2001 года составляло 34 человека.

## Географическое положение
Село Новобойковское находится на расстоянии в 2 км от сёл Магдалиновка и Новояковлевка.